# Elbhochwasser 1845

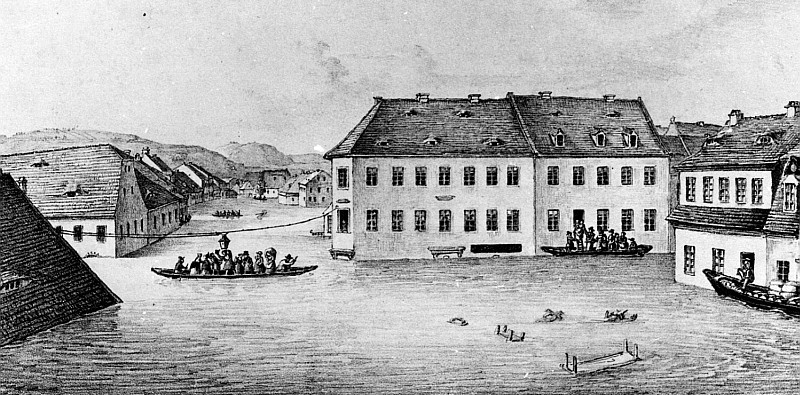
Hochwasser 1845 in der Triebischvorstadt in Meißen. Das Elbwasser reichte bei diesen Gebäuden teils bis zum 1. Obergeschoss.

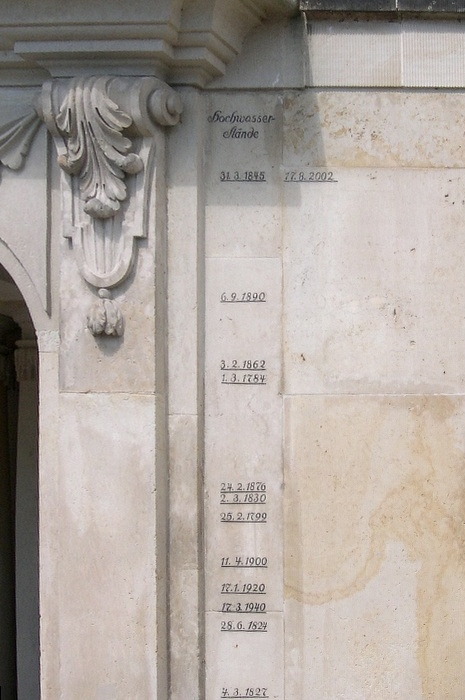
Am Schloss Pillnitz waren die Wasserstände der beiden Jahrhundertfluten von 1845 und 2002 gleich.

Das Elbhochwasser 1845 in den Monaten März und April, auch bekannt als Sächsische Sintflut, war ein extremes Hochwasser der Elbe, das als Jahrhunderthochwasser klassifiziert ist. Gemessen an der maximalen Durchflussmenge war es am böhmisch-sächsischen Oberlauf des Flusses das stärkste Hochwasser der Neuzeit. Es übertraf in dieser Hinsicht das Elbhochwasser 2002, blieb vielerorts aber unter dessen maximalem Pegelstand. Dies ist auf die damals größeren und zudem noch unbebauten Retentionsflächen (Rückhalteflächen) zurückzuführen.
Plötzlich auftretendes Tauwetter, das eine starke Schneeschmelze in den deutschen Mittelgebirgen und den zügigen Eisaufbruch der zugefrorenen Elbe zur Folge hatte, löste das Hochwasser aus. Es gilt als stärkstes je an der Elbe gemessenes Winter- bzw. Frühjahrshochwasser sowie als größtes Elbhochwasser des 19. Jahrhunderts. Neben dem Magdalenenhochwasser von 1342 und der Jahrhundertflut von 2002 war das Elbhochwasser 1845 eine der schwersten Naturkatastrophen in Sachsen aller Zeiten.

## Verlauf

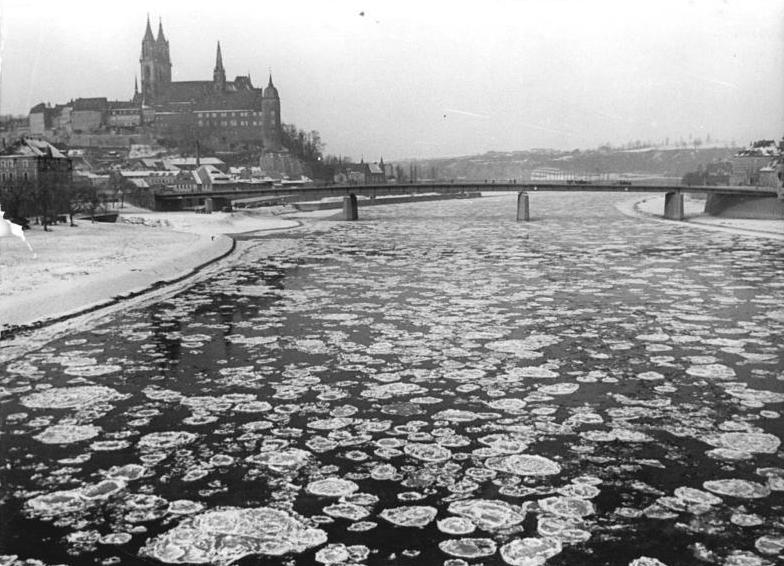
Meißner Altstadtbrücke mit Eisgang, 1956

Der Winter 1844/45 zeichnete sich durch dauerhaft niedrige Temperaturen und hohe Schneemengen aus. Ein Maximum war im Februar 1845 erreicht. Ab dem 20. Februar war die Elbe mehrere Wochen lang zugefroren. Die Stärke des Eises betrug bis zu 1,50 Meter. Am ersten Osterfeiertag, dem 23. März 1845, änderte sich die Lage durch mildere Luft, die in Verbindung mit starkem Regen zu Tauwetter führte. Der Elbpegel stieg binnen kurzer Zeit deutlich an. Die einsetzende Schneeschmelze im Riesengebirge, Isergebirge, Fichtelgebirge, Böhmerwald und im Erzgebirge verstärkte den Prozess. An der Festung Königstein in der Sächsischen Schweiz brach am 27. März 1845 gegen 11 Uhr das Eis auf, im weiter stromabwärts gelegenen Dresden einen Tag später um 7 Uhr morgens. Starker Eisgang behinderte den Abfluss und führte zu großen Aufstauungen. Das Maximum in Dresden wurde am 31. März 1845 erreicht, bereits in den ersten Apriltagen ging der Wasserstand deutlich und kontinuierlich wieder zurück. Ähnliche Vorkommnisse in dieser Zeit gab es auch am Main, wo beispielsweise am Würzburger Pegel das stärkste Hochwasser seit Beginn der Messungen verzeichnet wurde.

## Überflutungen

### Böhmen
In Böhmen traten in zahlreichen elbnahen Orten Schäden auf. Betroffen waren unter anderem Böhmisch Kopist, Deutsch Mlikojed und Kreschitz. In Wegstädtl wurden über 70 Häuser geflutet. In Kell stieg die Elbe auf 7,26 Meter über der normalen Pegelhöhe an, verwüstete den Ort und vernichtete die Ernte. Der Scheiteldurchfluss der Moldau, die einen Großteil des Elbhochwassers beisteuerte, betrug am Pegel in Prag 4500 m³/s.

### Sächsische Schweiz
Die Elbe durchbricht das Elbsandsteingebirge in einem engen, canyonartigen Tal. Bei großen Durchflussmengen kommt es wegen der kaum vorhandenen Überschwemmungsgebiete zu hohen Pegelständen. In Schandau verbreiterte sich der Fluss von 110 auf 250 Meter und füllte die Talsohle komplett aus. In der St.-Johannis-Kirche erreichte die Elbe den oberen Rand der Kanzelbrüstung. Viele Häuser der Innenstadt standen bis zum zweiten Stockwerk unter Wasser, im elbabwärts gelegenen Königstein bis zum ersten Stock. Die Pirnaer Altstadt war zu 75 Prozent geflutet.

### Dresden

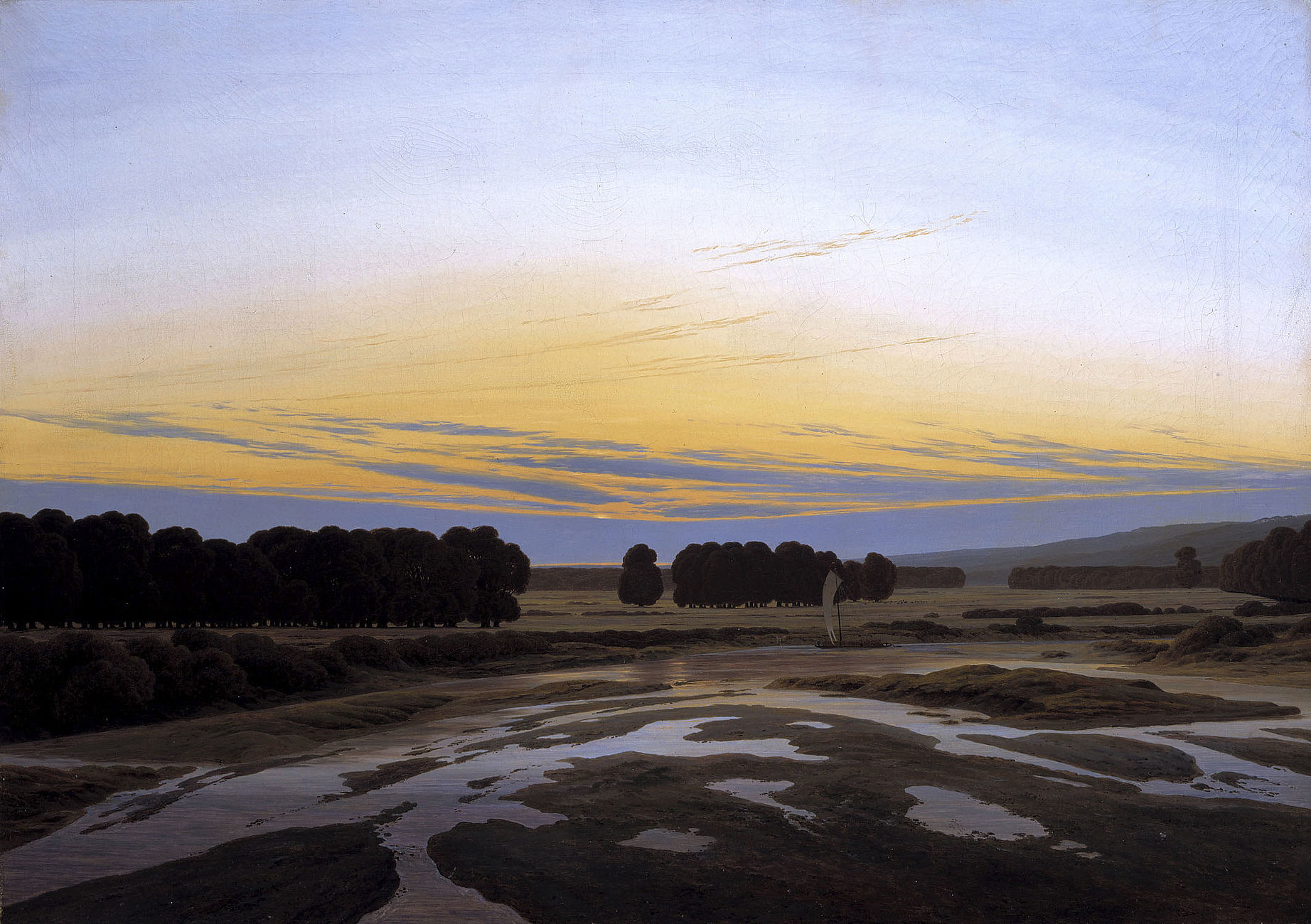
Naturbelassenes Ostragehege auf einem Gemälde von Caspar David Friedrich aus dem Jahre 1832

Im weiten Elbtalkessel überflutete die Elbe knapp 31 Quadratkilometer des heutigen Dresdner Stadtgebiets. Oberhalb der Innenstadt betraf dies die damaligen Dörfer Zschieren, Meußlitz, Kleinzschachwitz, Pillnitz, Hosterwitz, Laubegast, Tolkewitz und Loschwitz. Bisher letztmals füllte sich damals ein alter Elbarm entlang eines größtenteils überbauten Landgrabens mit Wasser und durchströmte den Osten des Stadtgebiets, beginnend in Dobritz über Seidnitz, Gruna und Striesen bis in die Pirnaische Vorstadt, wo er wieder in den Hauptstrom einmündete. Dort überflutete er unter anderem den Eliasfriedhof und ließ zahlreiche Leichen aufschwimmen.
Der Dresdner Innenstadtbereich wurde ebenfalls in Mitleidenschaft gezogen. Überflutet wurden 1845 zum bislang letzten Mal Teile der Antonstadt, darunter die Glacisstraße, der Albertplatz und die Alaunstraße bis in Höhe Jordanstraße. Auf Altstädter Elbseite standen unter anderem der Zwinger und weite Teile der Wilsdruffer Vorstadt sowie der Friedrichstadt mit dem Ostragehege unter Wasser.

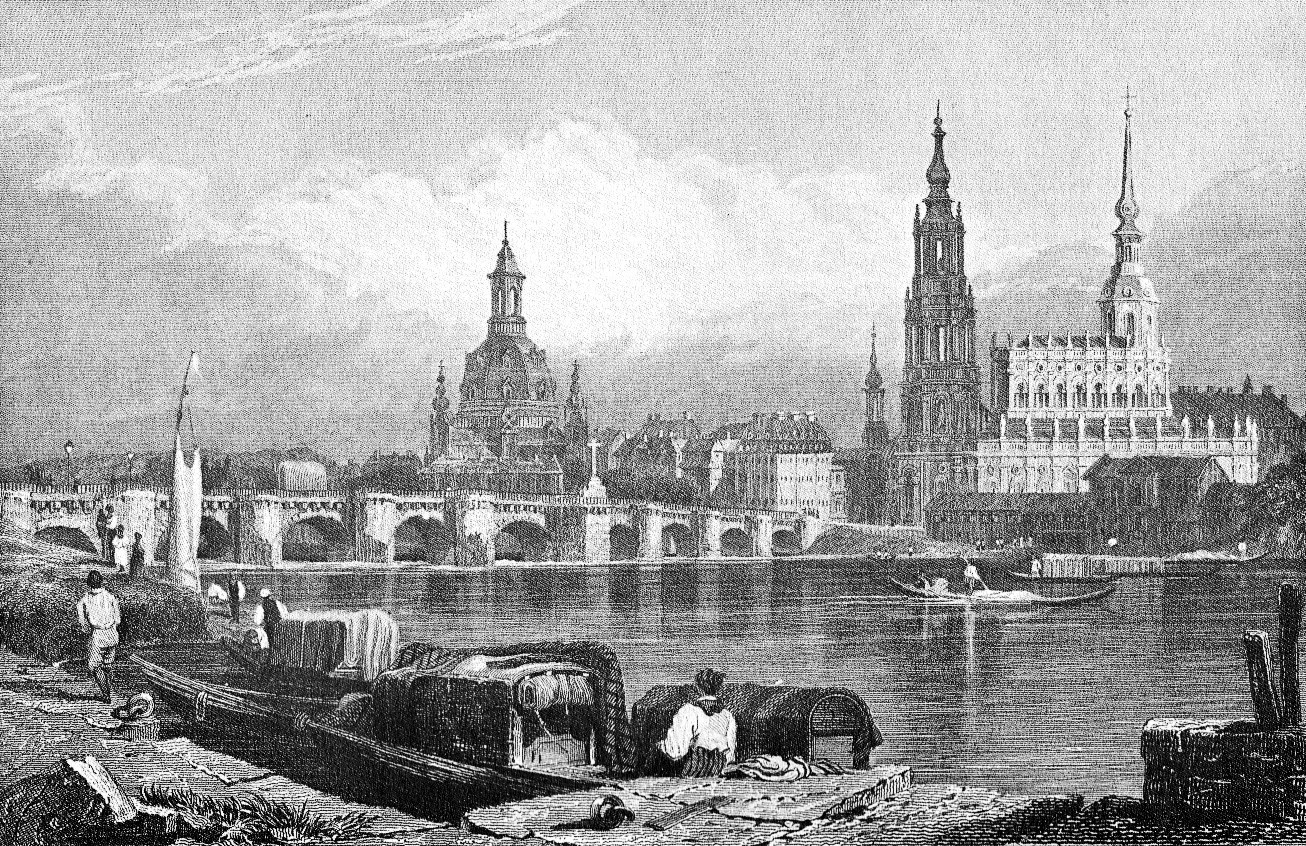
Dresdner Altstadt um 1840. Das goldene Kruzifix auf dem mächtigen Pfeiler der Augustusbrücke ist in der Abbildung noch vorhanden.

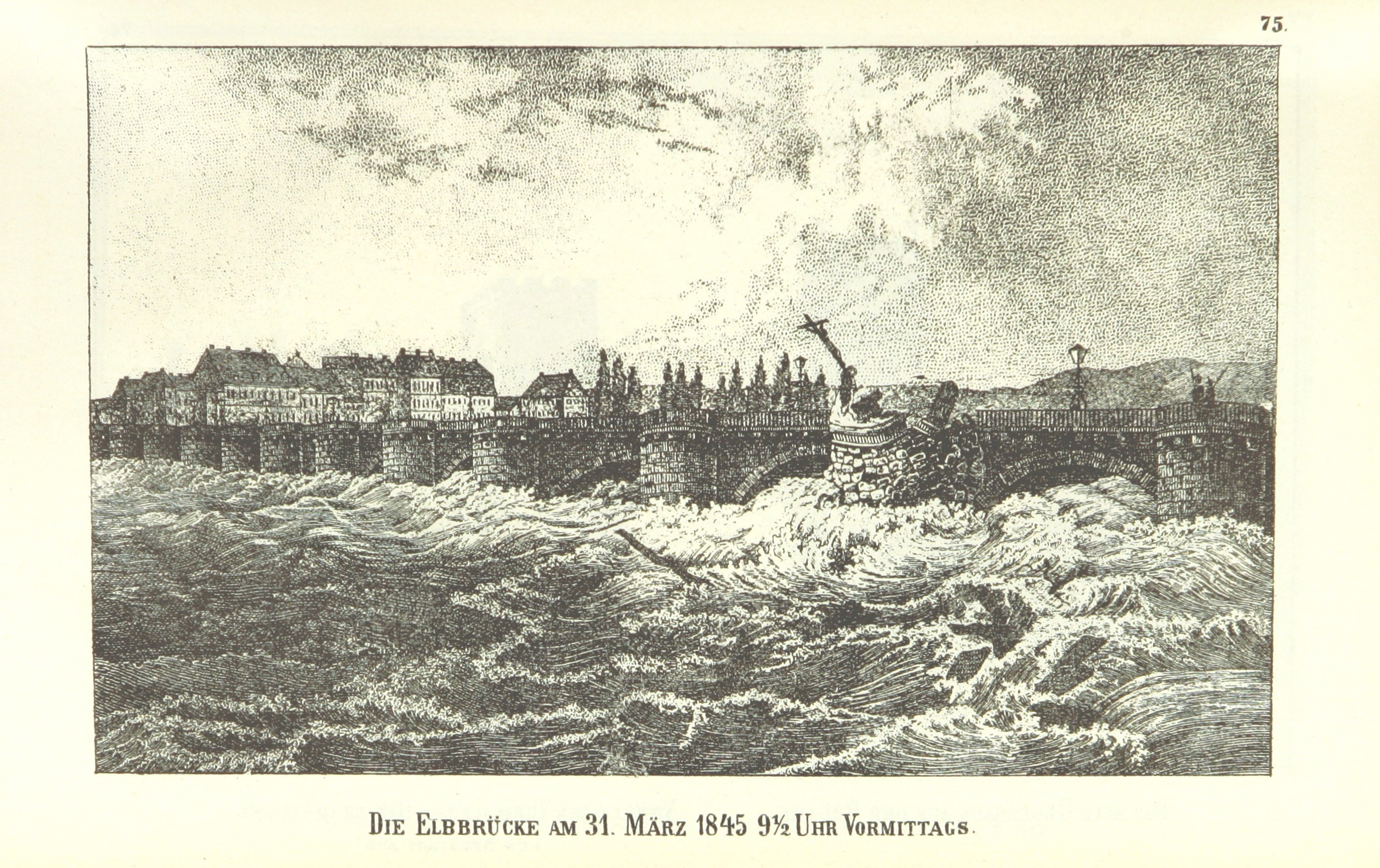
Die Elbbrücke am 31. März 1845 9½ Uhr Vormittags.

An der Augustusbrücke stauten sich große Mengen Treibgut und Eis, so dass der Wasserstand unmittelbar unterhalb der Brücke 85 Zentimeter niedriger war als oberhalb des Bauwerks. Am 31. März gegen 10 Uhr vormittags gab der aus massivem Elbsandstein gefertigte fünfte Brückenpfeiler den Wassermassen nach und stürzte ein. Auf ihm hatte sich ein 4,5 Meter hohes, vergoldetes Kruzifix befunden, das 1670 unter Kurfürst Johann Georg II. gefertigt worden war. Das Kunstwerk fiel in die Elbe und ist seitdem verschollen.
Großflächige Überflutungen betrafen auch den Nordwesten des heutigen Stadtgebiets, wo die Elbe Dresden wieder verlässt. Übigau und Kaditz lagen auf größeren Inseln, die weiten Felder zwischen Mickten und Trachau waren komplett geflutet. Durch Rückstau erreichte das Wasser von Kaditz aus die Elbhänge am Wilden Mann und im Osten Trachenberges (Bereich Maxim-Gorki-Straße), was sich seither nicht nochmals wiederholt hat. Über den in Cotta einmündenden Tiefen Elbstolln, dessen Sohlenhöhe nach dem Elbhochwasser von 1784 projektiert worden war, drang das Elbwasser bis zum Oppelschacht im heutigen Freital vor.

### Raum Radebeul–Meißen

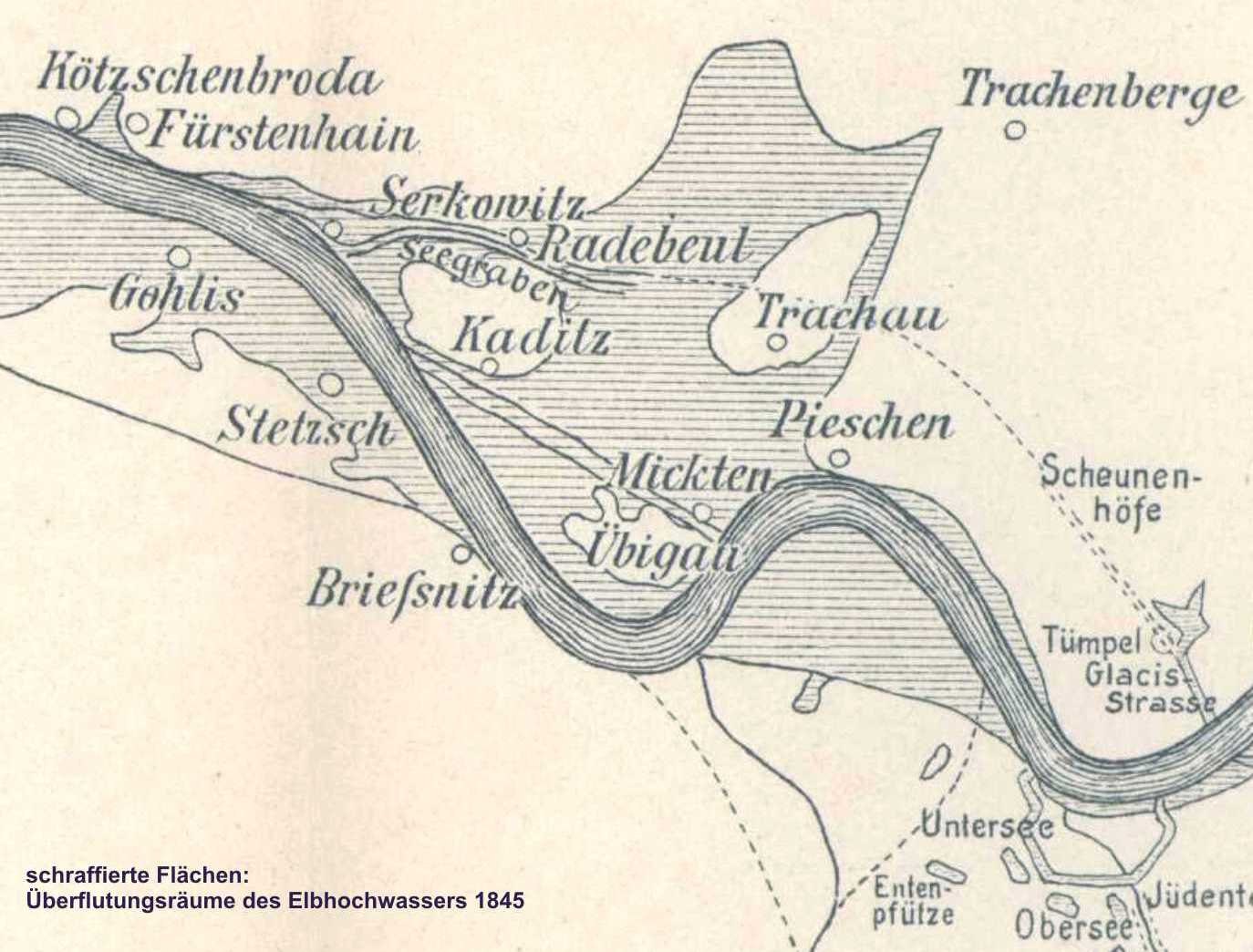
Karte der überfluteten Fläche im heutigen Radebeuler und nordwestlichen Dresdner Stadtgebiet

Zwischen den Dorfkernen von Kötzschenbroda und Cossebaude schwoll die Elbe auf zwei Kilometer Breite an, um sich anschließend in mehrere Arme aufzuteilen. In Naundorf brach ein Deich und die Elbe überflutete neben dem nahen Dorfkern durch Rückstau auch den Park von Schloss Wackerbarth sowie den Ortskern von Coswig. Da Coswig tiefer liegt, floss das dortige Wasser erst ab, nachdem ein Graben zur Elbe ausgehoben worden war. Die heutigen Coswiger Ortsteile Kötitz und Brockwitz lagen auf Inseln, die Gauernitzer Elbinsel wurde hingegen komplett überflutet. Die größte Insel entstand weiter flussabwärts, als die Elbe in ihr altes Bett in der Nassau zurückfand und das Spaargebirge beidseitig umströmte, was bis in die Gegenwart nicht wieder beobachtet wurde. Bei Meißen, unter anderem an der Altstadtbrücke, staute sich das Eis und verminderte den Abfluss. Die Stadt wurde überflutet, einige Häuser standen bis zum Dach im Wasser oder stürzten ein. Auch mehrere der Elbweindörfer, die wiederum in einem relativ engen Talabschnitt liegen, wurden in Mitleidenschaft gezogen.
Über diese „merkwürdigsten Wasser“ existieren im Stadtarchiv Radebeul Aufzeichnungen im fünfbändigen Tagebuch des Winzers, Bergvoigts der Hoflößnitz und Ortschronisten Johann Gottlob Mehlig (1809–1870).

### Raum Riesa–Torgau
Ab Nünchritz, wo das Elbtal etwas weitläufiger wird, verzweigte sich der Strom wieder. An Riesa und Strehla floss er mit einer Breite von zwei Kilometern vorüber. Hier sorgten Dammbrüche für großflächige Überschwemmungen, unter anderem auch bei Mühlberg/Elbe. Dadurch wurden auch zahlreiche damals zu Preußen gehörende Dörfer geflutet.

### Sachsen-Anhalt
Auch im heutigen Sachsen-Anhalt kam es zu gravierenden Schäden. Die hier abschnittsweise im saalekaltzeitlichen Breslau-Magdeburg-Bremer Urstromtal verlaufende Elbe breitete sich, örtlich mit großen Unterschieden, noch weiter aus. Dadurch verlor sich jedoch auch die Intensität des Hochwasserscheitels, weshalb noch weiter stromabwärts das Flutereignis von 1845 insgesamt weniger schädlich in Erscheinung tritt als am Oberlauf. Nördlich von Magdeburg brachen mehrere Deiche auf der rechten Elbseite, so dass das Elbwasser in Richtung Osten zur vier Meter niedrigeren Havel bei Rathenow floss.

## Augenzeugenberichte aus Dresden

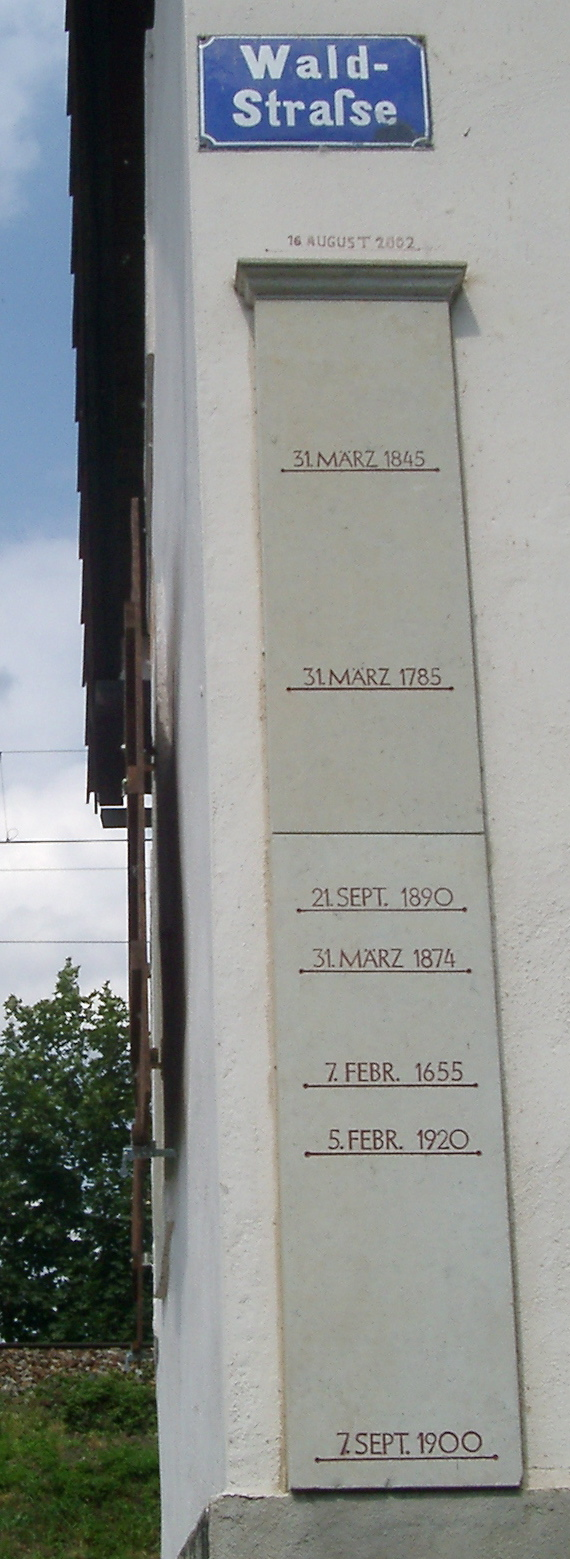
In Pirna lag der Hochwasserscheitel von 1845 deutlich unter jenem von 2002.

„Der Fluss führte ungeheure Massen von Holz und Hausgerät, sogar noch vollständige Häuser mit sich.“

„Die hochaufrauschenden, trübgelben, mit Eisschollen gemischten Wogen leckten bis über den Schluß der Bögen hinauf und bildeten eine schwindelerregend rasch dahinziehende, weite und breite tosende Fläche. Die Brücke selbst war ganz öde und leer, aber am Ufer hüben und drüben stand, zumal auf der Brühlschen Terrasse, eine unzählbare neugierige Volksmenge. Verschwunden war das hohe Kreuz, das mir so oft bei Abendgängen über die Brücke seine Formen schön auf den geröteten Wolken hingezeichnet hatte; eine graue Wolkendecke wölbte sich über das ganze unheimliche Bild, und wie ich nun so allein von vielen tausend Blicken gefolgt über die Brücke fortschritt, glaubte ich oft ein eigenes Schüttern unter meinen Füßen zu fühlen.“

„Mit furchtbarer Gewalt presste sich der Wogenschwall durch die Bogen der Brücken hindurch, dass zusammen geflößte Baumstämme wie Pfeifenstiele an den Pfeilern zerbrachen. Die niedrig gelegenen Straßen, besonders an der Weißeritz, wurden mit Kähnen befahren, die Fischergasse hinter der Brühlschen Terrasse präsentierte sich wie ein venezianischer Kanal, der Teich am Zwinger trat bis über die Ostraallee und verband sich mit dem Weißeritzwasser.“

„Das Getöse der an den Eisbrechern und Bogengewölbesteinen zerschellenden Häuser, Flöße und Gerüste, deren Langholz wie Tonpfeifenröhren zerbrachen, war fürchterlich und erfüllte die Bewohner der Elbufer mit immer größerem Graus.“

## Folgen


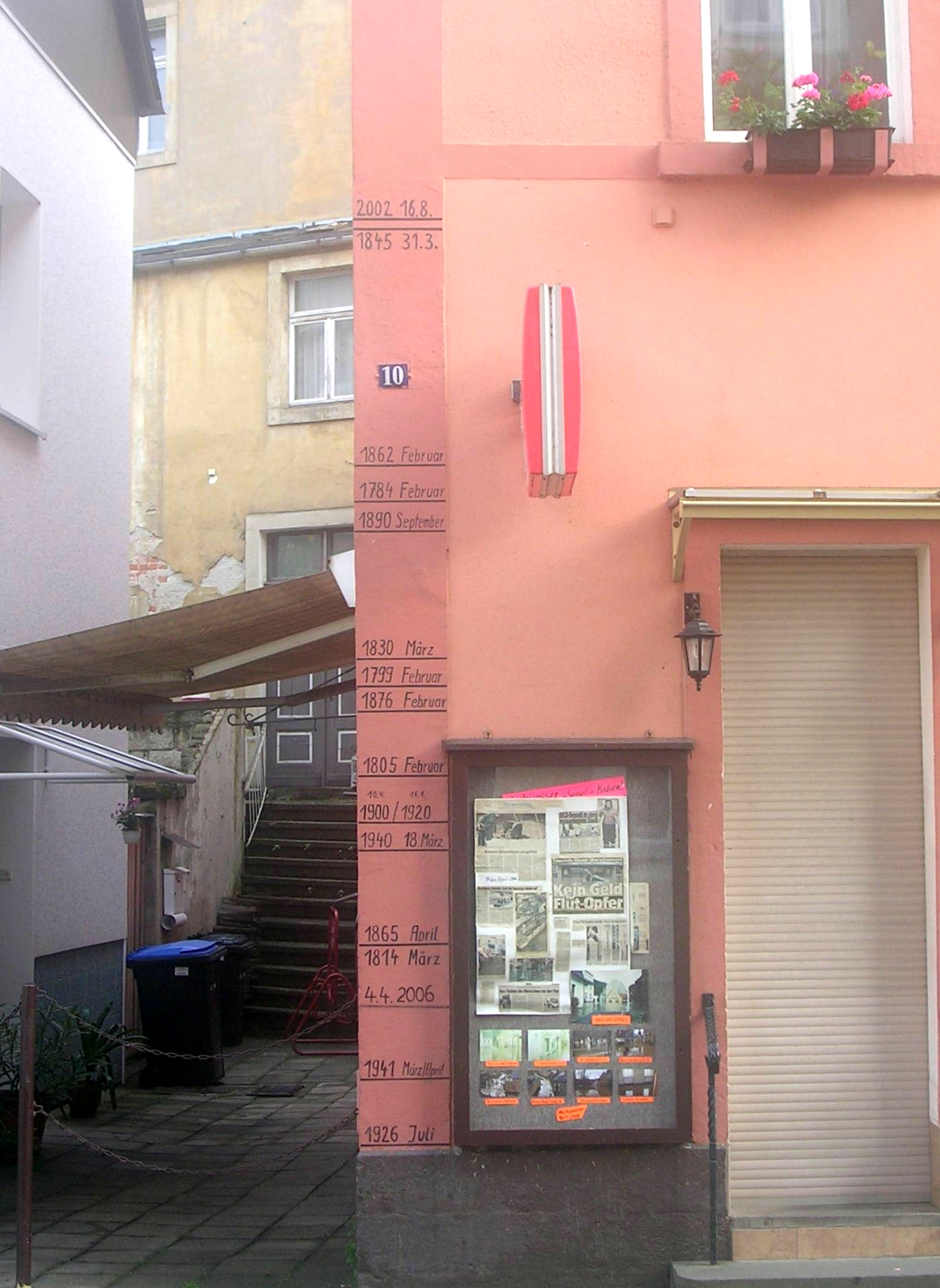
Die seit 1845 hinzugekommenen elbnahen Abflusshindernisse in Bad Schandau führten 2002 bei geringerer Durchflussmenge zu einem höheren Pegelstand.

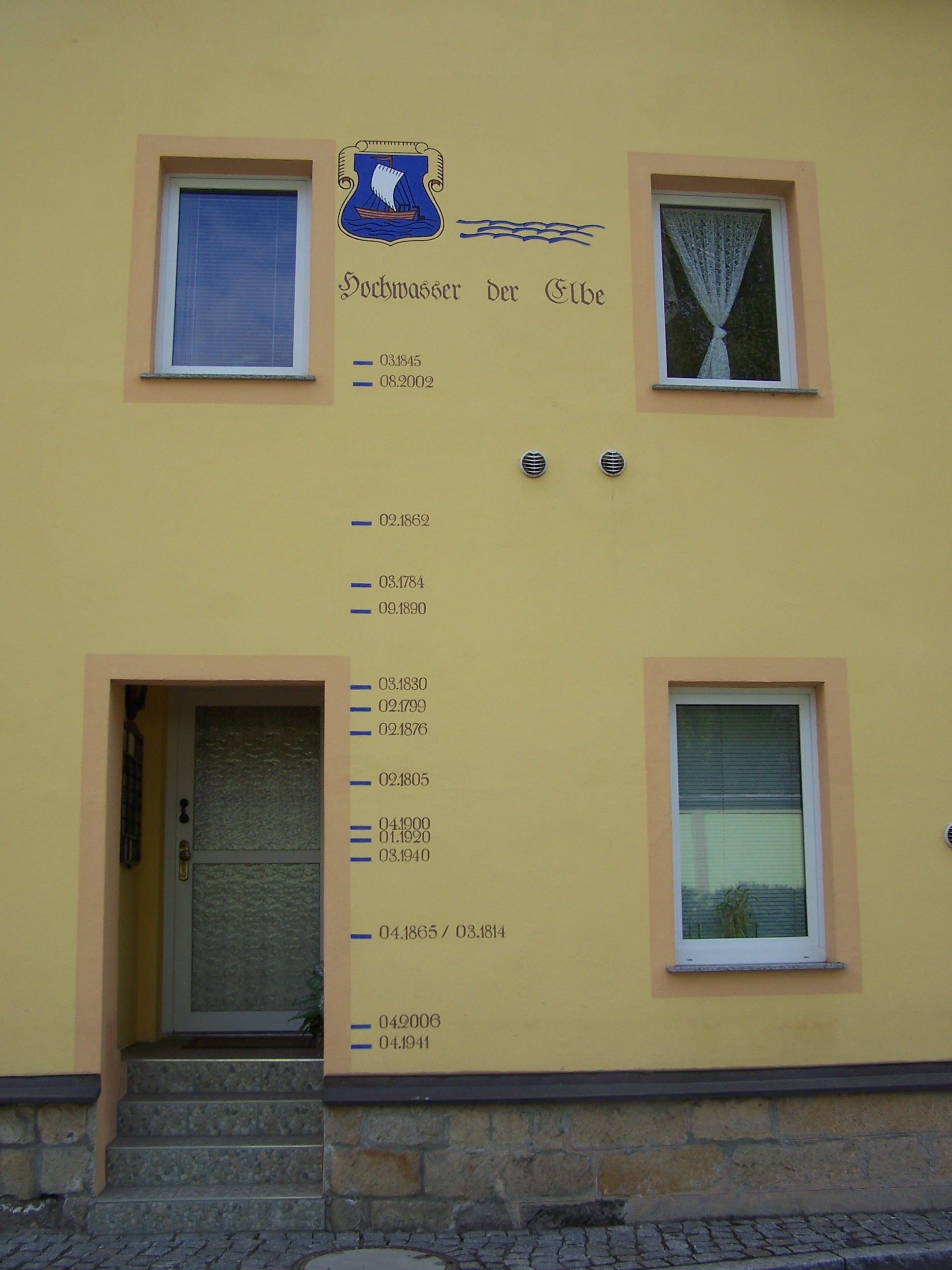
In Krippen lag der Scheitelpunkt 1845 etwas höher als 2002.

Die Sächsische Sintflut lieferte wichtige Erkenntnisse für den Hochwasserschutz in Dresden und anderen elbnahen Orten. Beobachtungen zum Abflussverhalten und zur Ausdehnung des Überflutungsgebiets fanden Eingang in die Überlegungen, wie solche Ereignisse eingedämmt werden können. Erstmals wurde ein solches Hochwasser kartografisch erfasst. Dabei entstand um 1850 die „Karte des Elbstromes innerhalb des Königreiches Sachsen“. Sie besteht aus 15 Sektionen im Maßstab 1:12.000 und enthält zusätzliche Längsprofile. Die Lithographien gehen auf A. W. Werner zurück, der Gewässer dunkel- und Überschwemmungsgebiete hellblau kolorierte (siehe Weblinks).
Ab 1861 begannen Regulierungsarbeiten am gesamten Flusslauf. Dabei verschwanden im sächsischen Abschnitt fast alle der als „Heeger“ bezeichneten Elbinseln. Die zumeist sehr unregelmäßigen Uferlinien wurden begradigt, wodurch sich die Strömungsgeschwindigkeit vergrößerte und das Flussbett vertiefte. Dies wiederum erhöhte die Durchflusskapazität und verbesserte die Schiffbarkeit. Im Jahre 1865 wurde die Breite der Elbe und der Elbwiesen in Dresden festgelegt und das Gebiet vor Bebauung geschützt. Unter dem Eindruck des Hochwassers schlug der Vermessungsinspekteur Karl Pressler vor, das Flussbett der Weißeritz nach Westen zu verlegen, um die Dresdner Friedrichstadt flutsicherer zu machen. Dadurch hatte das Hochwasser auch Auswirkungen auf die Neuanlage des Eisenbahnknotens Dresden sowie den Bau der Bahnstrecke Dresden–Děčín (Tetschen-Bodenbach), die als Elbtalbahn etwa einen Meter über der 1845 beobachteten Scheitellinie verläuft.
Ebenfalls wegen des Hochwassers entstanden im Raum Magdeburg mehrere Deichverbände betroffener Orte, unter anderem Rothensee. Sie initiierten den Bau des Elbe-Umflutkanals zur Entlastung Magdeburgs.

## Vergleich mit 2002

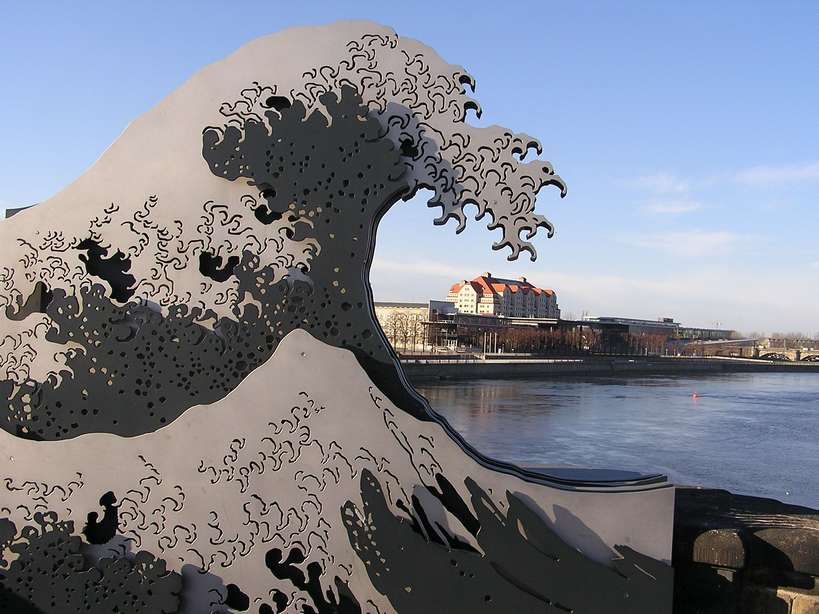
Das Werk „Die Woge“ (angelehnt an Die große Welle vor Kanagawa) auf der Dresdner Augustusbrücke erinnert an die Hochwasserkatastrophen in der sächsischen Landeshauptstadt, insbesondere an das Elbhochwasser 2002.

Das Hochwasser 1845 wies in Dresden eine höhere Durchflussmenge auf als das Elbhochwasser 2002, doch blieb der Pegelstand etwas niedriger. Berechnungen der Sächsischen Wasserbaudirektion aus der Zeit um 1900, basierend auf Beobachtungen der überfluteten Querschnittsflächen und Annahmen zur Fließgeschwindigkeit, ergaben für den 31. März 1845 in Dresden einen Abfluss von 5700 m³/s. Dieser Wert wurde später als deutlich überhöht angezweifelt und widerlegt. Die damaligen Geschwindigkeitsannahmen gelten als zu hoch; außerdem wurden der Eisstau und der am Pegel Dresden aufgetretene enorme Wasserstau an den Pfeilern der alten Augustusbrücke nicht genügend berücksichtigt. Historische Quellen geben den Wasserstand in Dresden mit 9,04, 9,30 und sogar 9,44 Meter über dem heutigen Pegelnull an, was mit dem Pfeilerstau zusammenhängen dürfte. Um diesen Effekt herauszurechnen, korrigierten die Behörden den Höchststand nachträglich auf 8,77 Meter über dem heutigen Pegelnull. Für diesen Wasserstand wird heute ein Abfluss von knapp 4800 m³/s angenommen. Der maximale Durchfluss von 4680 m³/s vom 17. August 2002 hatte hingegen einen Pegel von 9,40 Metern zur Folge. Der mittlere Durchfluss liegt in Dresden bei etwa 320 m³/s, der mittlere Pegel bei 1,98 Metern.
Pegelstände hängen wesentlich vom Abfluss ab. Die Strömungsgeschwindigkeit und das Durchflussprofil haben Einfluss auf diese Größe. Das Durchflussprofil und dadurch auch die Strömungsgeschwindigkeit haben sich in Dresden in den mehr als anderthalb Jahrhunderten, die zwischen diesen beiden Katastrophen liegen, durch den im vorangegangenen Abschnitt beschriebenen Flussausbau und die Bebauung von Überschwemmungsgebieten verändert. Die Bebauung der Retentionsflächen oder deren Abtrennung durch Dämme und Deiche schränkt das einem hochwasserführenden Fluss zur Verfügung stehende Stauvolumen ein. Dies hat zur Folge, dass weniger Wasser gespeichert werden kann, das Wasser schneller durchfließt und sich die Flut weiter flussabwärts ergießt. Standen 1845 noch 3093 Hektar des heutigen Dresdner Stadtgebiets unter Wasser, waren es 2002 nur 2481 Hektar.
Das Stauvolumen und auch das Durchflussprofil erfuhren Mitte des 20. Jahrhunderts eine erneute Veränderung, als große Mengen des bei den Luftangriffen auf Dresden angefallenen Trümmerschutts an den Elbwiesen aufgeschüttet wurden. Dass es 2002 zu wesentlich höheren Schäden kam als 1845, liegt unter anderem an der Zunahme der überfluteten Siedlungsfläche. Waren 1845 in Dresden nur 10,5 Prozent des überfluteten Gebiets besiedelt, stand 2002 mit 50,1 Prozent ein wesentlich höherer Siedlungsanteil im Wasser.
Die Pegelmaxima können von Ort zu Ort stark voneinander abweichen und hängen unmittelbar von lokalen Abflusshindernissen ab, zum Beispiel von Brücken, Aufschüttungen oder Gebäuden. In Bad Schandau in der Sächsischen Schweiz kamen nach 1845 weitere Häuser zum Ortsbild hinzu, die zu Stauungen führten. Der Pegelstand übertraf hier 2002 den alten Rekord. Auf der anderen Elbseite, im Schandauer Ortsteil Krippen, wurde 2002 der Pegel von 1845 nicht erreicht, da hier kaum nennenswerte Gebäude in Ufernähe hinzugekommen waren. Während in Sachsen-Anhalt in Riesigk und Schönebeck noch immer das Hochwasser von 1845 den historischen Höchststand markiert, wurde er im dazwischen liegenden Roßlau 2002 deutlich übertroffen.
Den direkten Vergleich zwischen beiden Ereignissen erschwert, dass keine durchgängigen vergleichbaren Messwerte vorliegen. Bei Beginn der regelmäßigen Beobachtung und Aufzeichnung der Werte an der Unterseite des Kruzifixpfeilers der Augustusbrücke im Jahr 1776 entsprach der Nullpunkt jenem Wasserstand, bei dem die Schiffe die damals noch nicht ausgebaute Elbe ungehindert befahren konnten. Ein Schreibpegel ging 1930 in Betrieb. Zum 1. Dezember 1935 wurde der Nullpunkt von 105,657 m ü. NN um drei Meter auf 102,657 m ü. NN abgesenkt, um die immer häufiger aufgetretenen negativen Pegelstände zu vermeiden. Laut DHHN12 entsprach dies 102,736 m ü. NN. Nach der Umstellung auf DHHN92 lag der Nullpunkt bei 102,68 m ü. NHN. Ist dieser Wert erreicht, beträgt der Wasserstand in der Fahrrinne noch immer 65 cm. Darüber hinaus hat sich seit dem 1861 begonnenen Flussausbau die Elbe bei Dresden, bedingt durch die höhere Strömungsgeschwindigkeit und die damit verbundene stärkere Erosion, tiefer ins Flussbett eingeschnitten.
Guido N. Poliwoda schrieb im letzten Kapitel seiner Doktorarbeit, dass das Katastrophenmanagement 1845 aufgrund einer vorhergehenden Lerngenese effizienter abgelaufen sei als 2002.